# Bärglim
Bärglim (Silene baccifera) är en nejlikväxtart som först beskrevs av Carl von Linné, och fick sitt nu gällande namn av Albrecht Wilhelm Roth. Bärglim ingår i släktet glimmar, och familjen nejlikväxter. Arten förekommer tillfälligt i Sverige, men reproducerar sig inte.
Blomman är grönaktigt vit.

## Bildgalleri

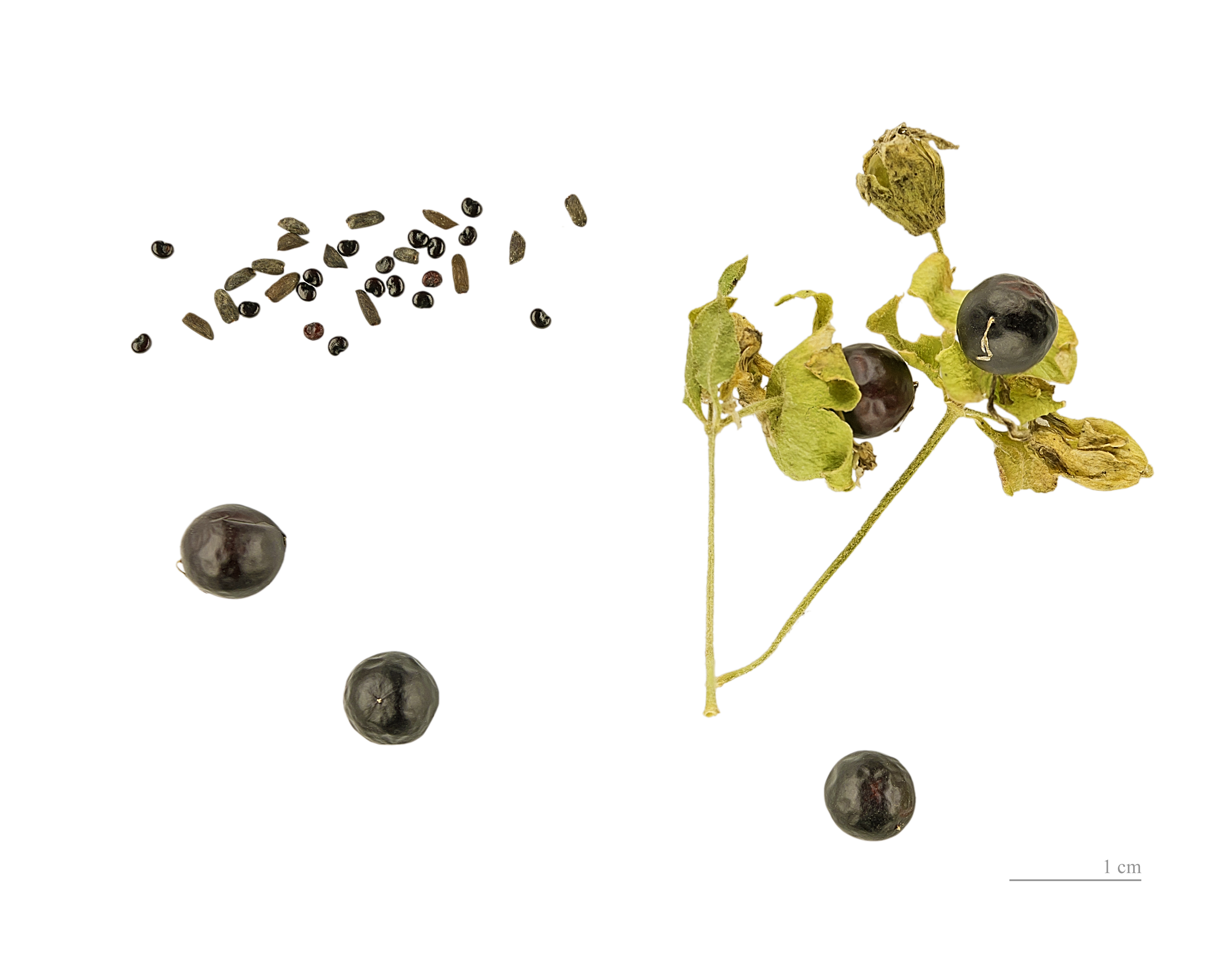
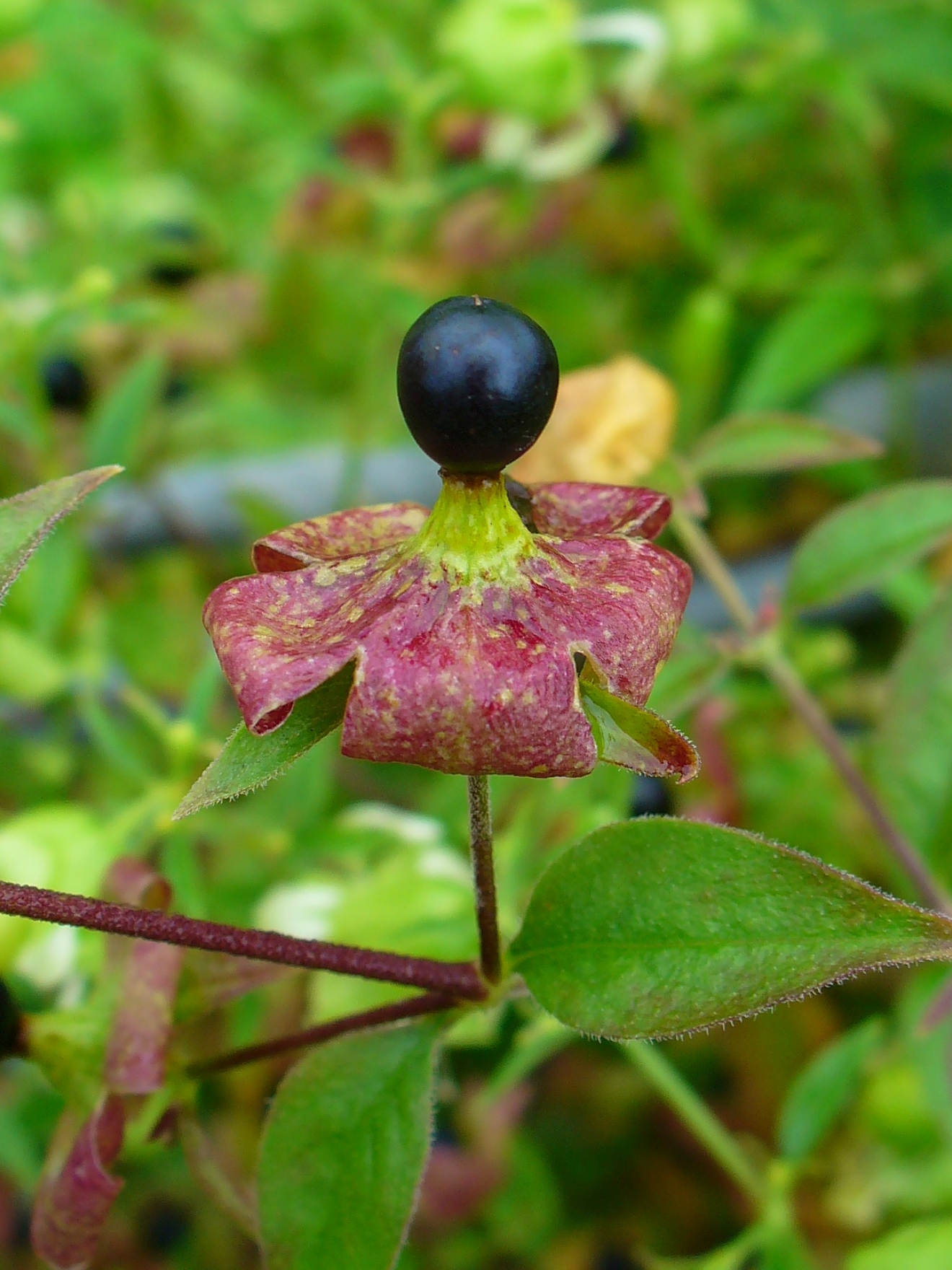
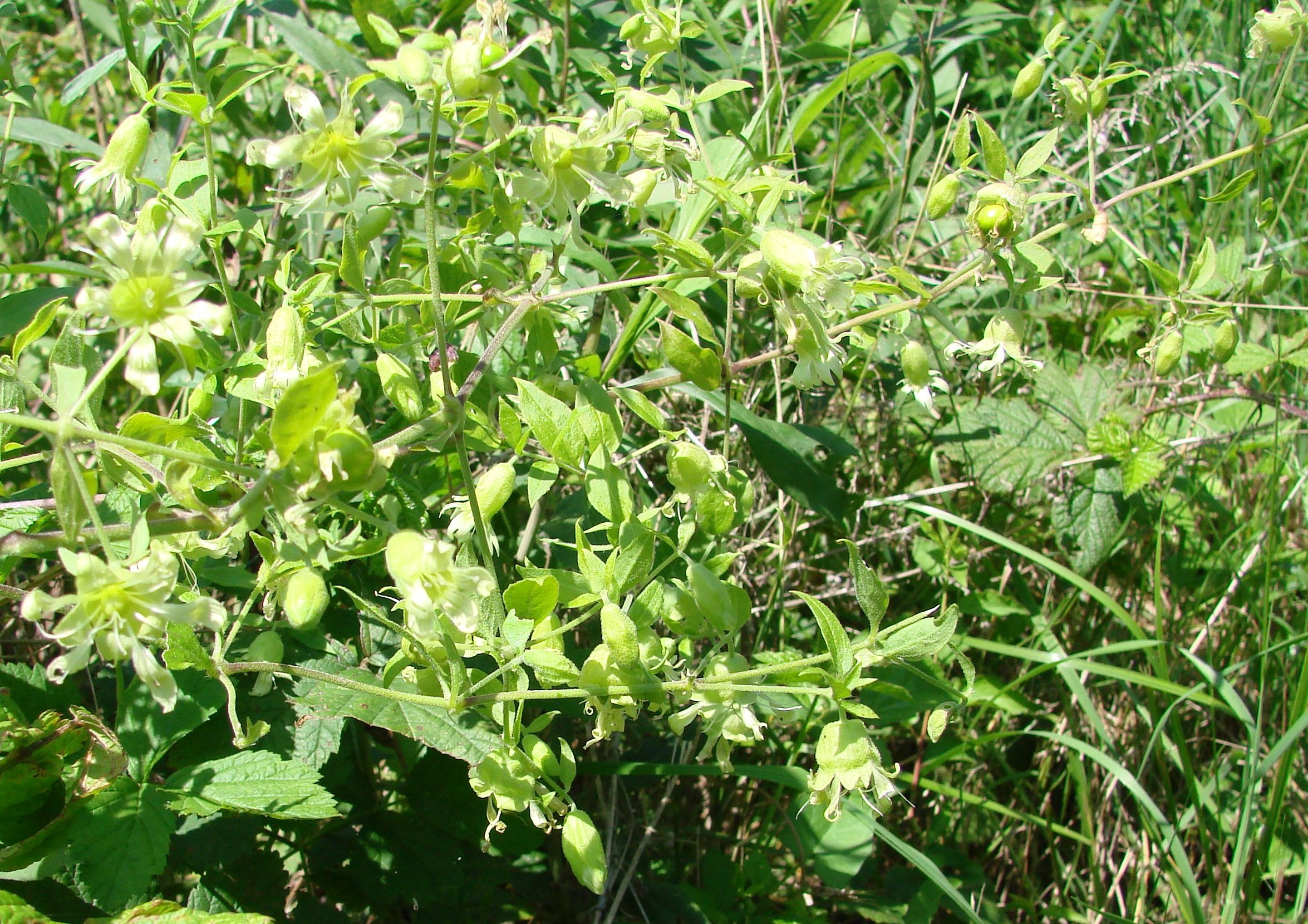
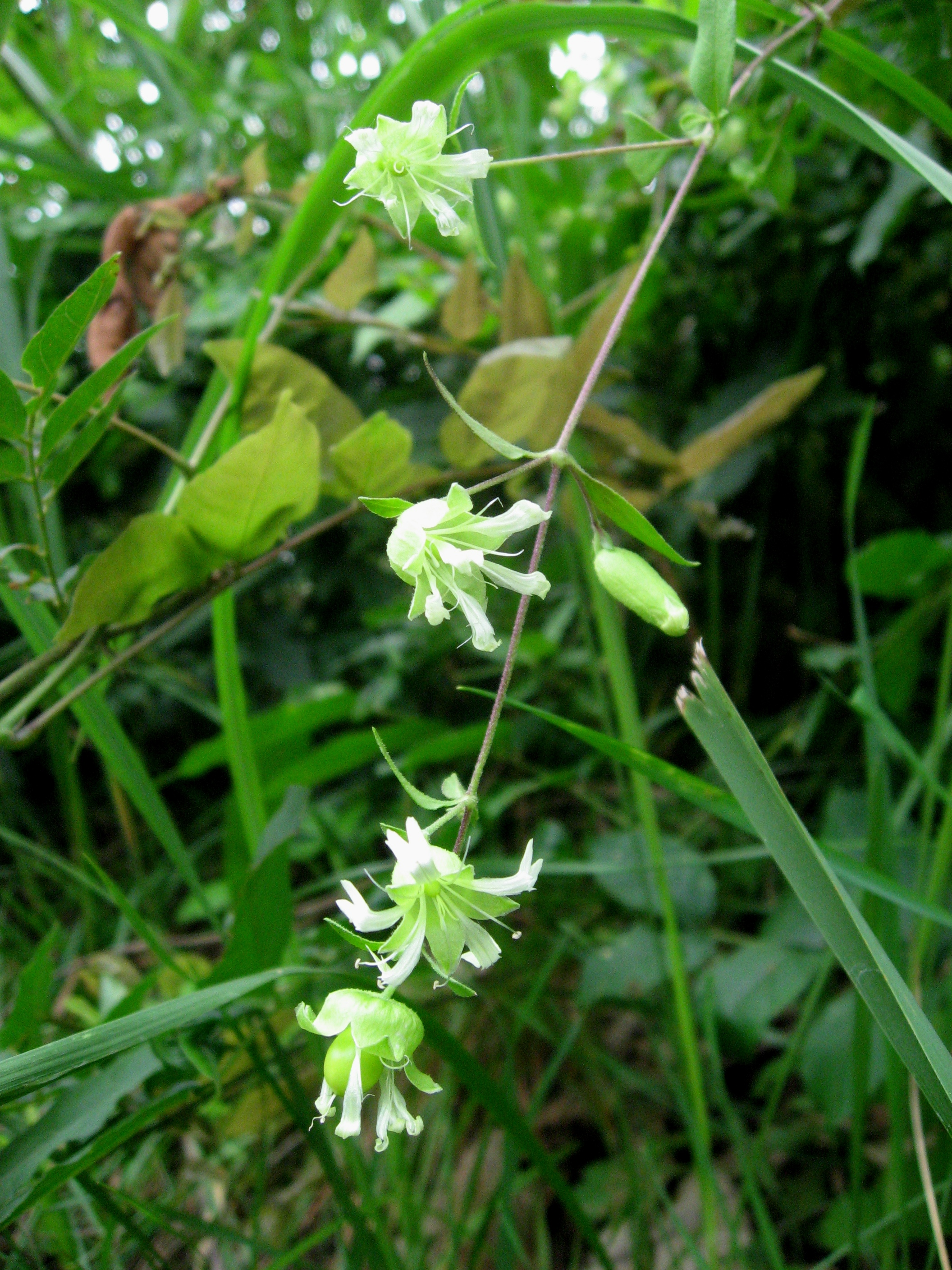
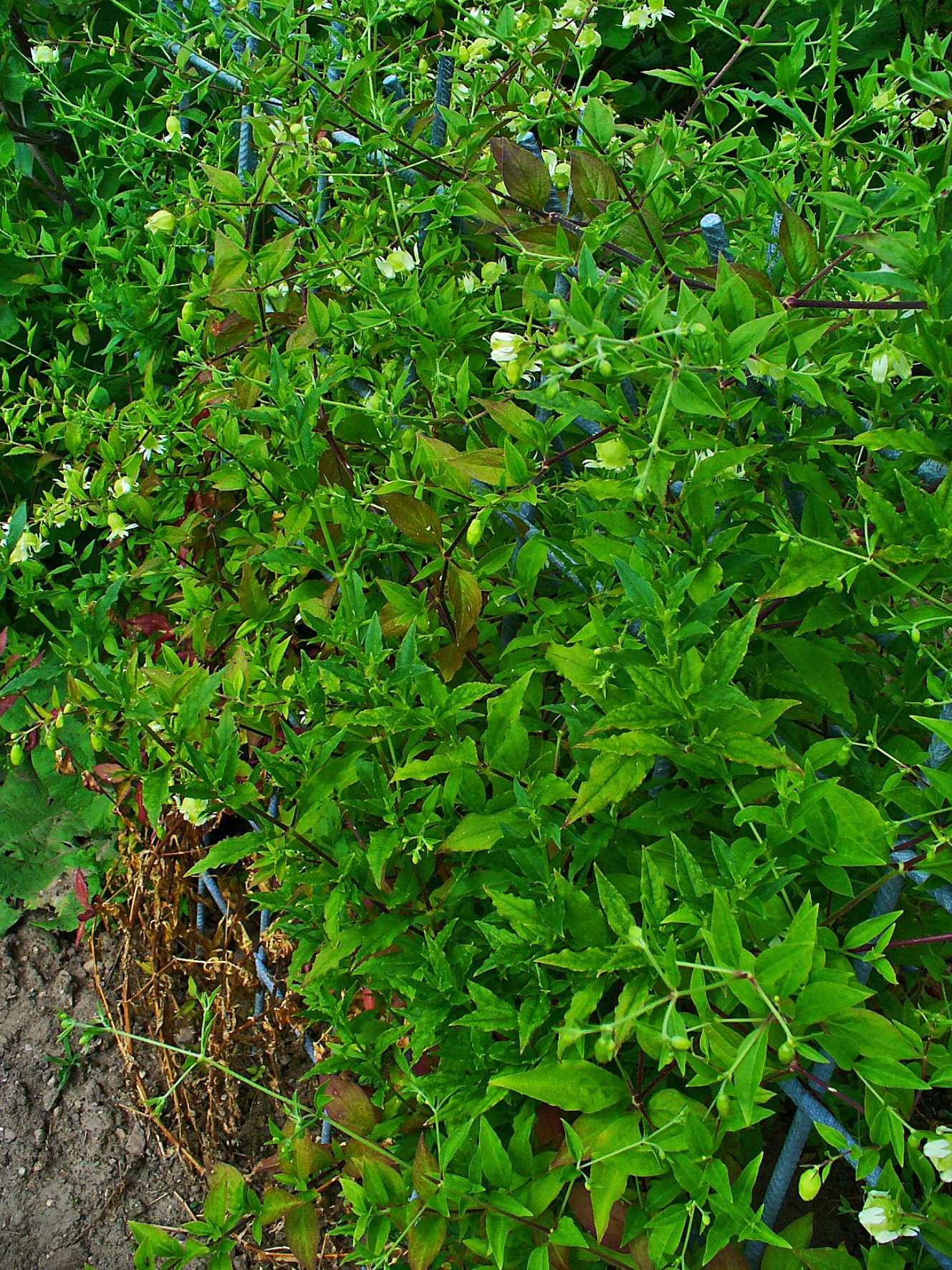
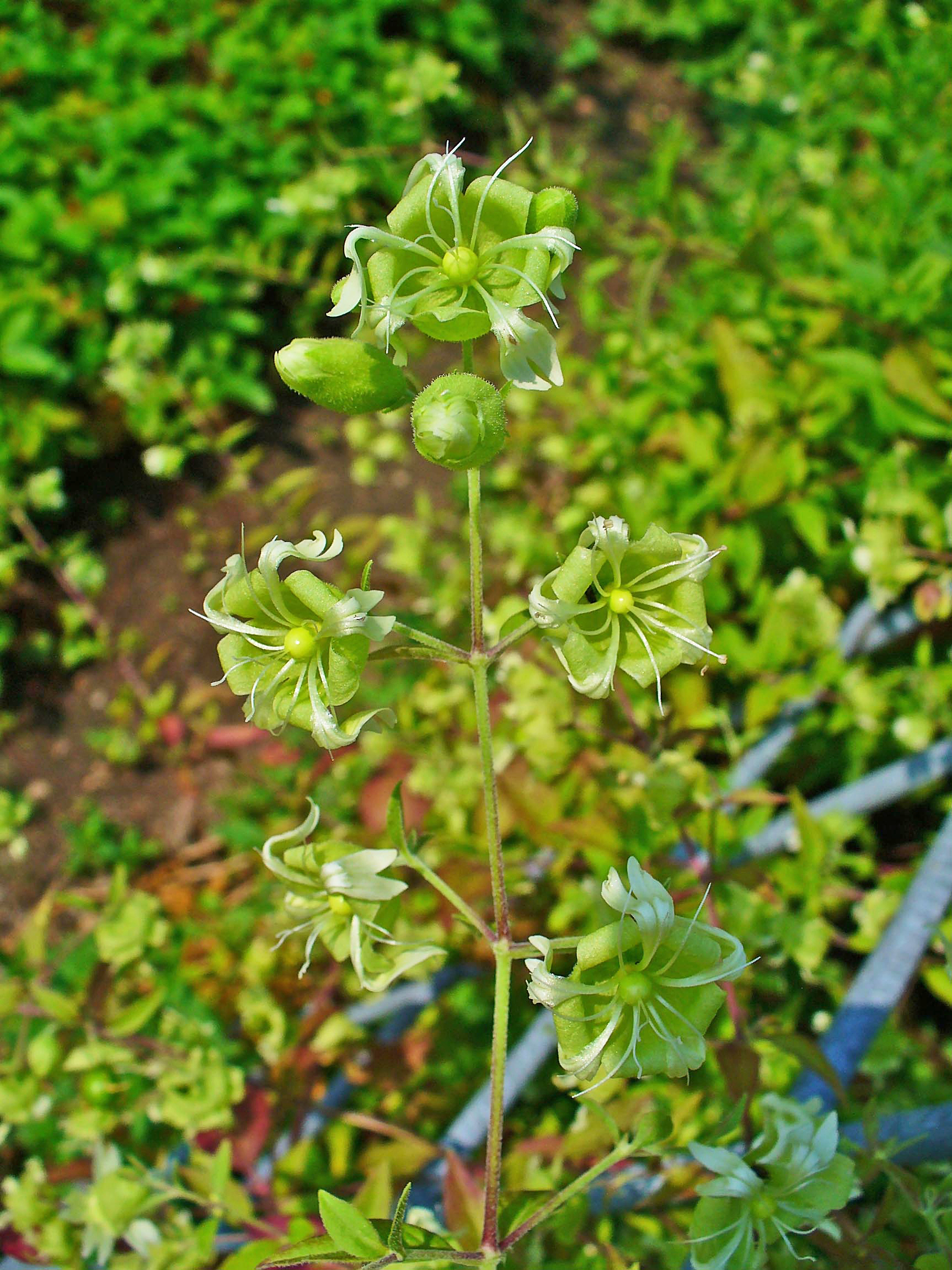